# Діснеївські принцеси

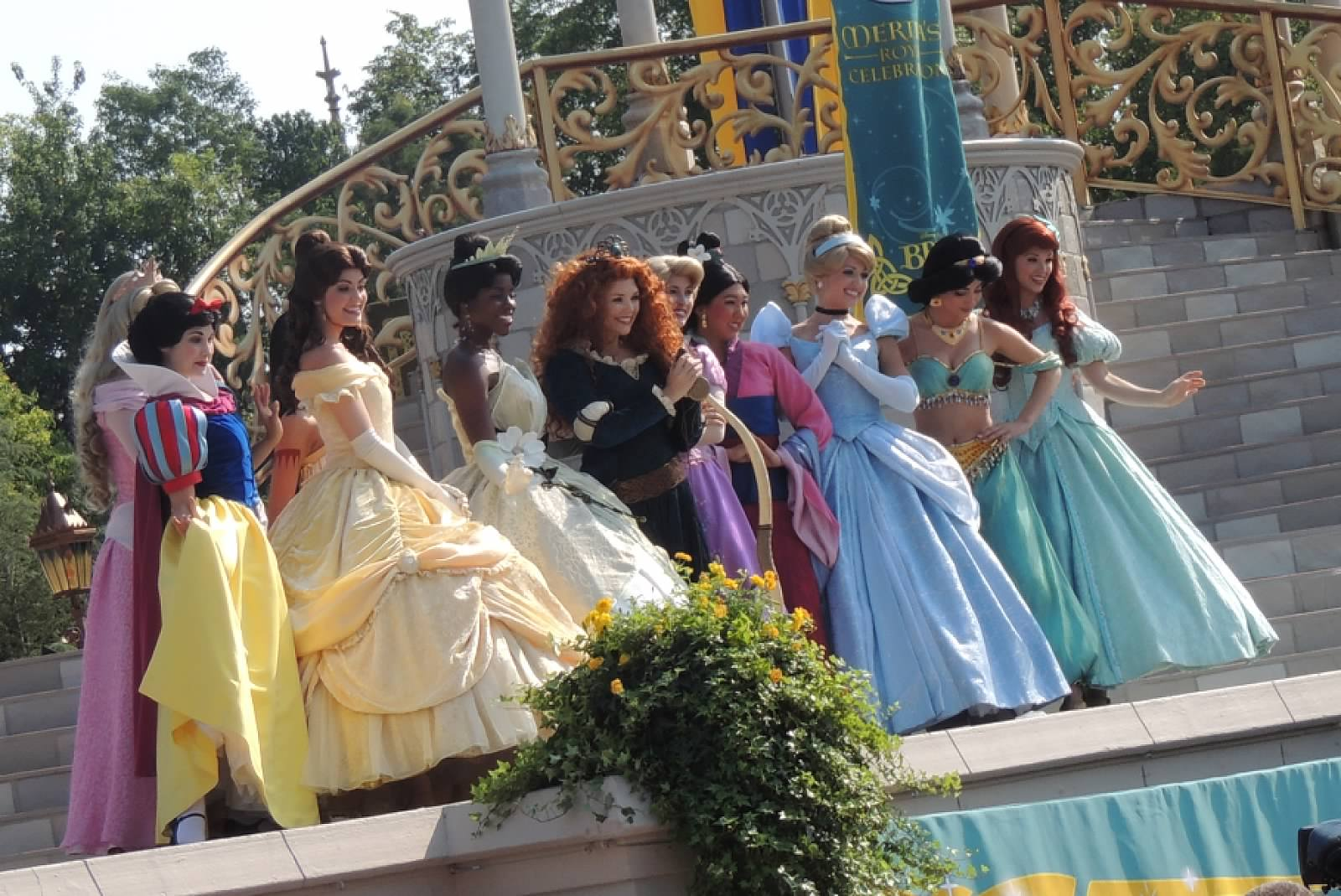
Принцеси на коронації Меріди у Disney World

Діснеївські принцеси — героїні мультфільмів студії Disney, óбрази яких лежать в основі лінії продуктів для дітей. Спочатку термін «діснеївські принцеси» належав 6-ти героїням Диснеївських екранізацій класичних казок: це Аврора, Білосніжка, Бель, Жасмін, Русалонька Аріель і Попелюшка. Також до діснеївських принцес належать Мулан, Тіана й Покахонтас. 2 жовтня 2011 до складу принцес увійшли Рапунцель, 11 квітня 2013 — Меріда. Також з 2019 року через офіційний сайт, продукцію и соціальні мережі до них приєдналась Моана, але через те, що вона приєдналась до лінії через три роки після виходу її фільму, у неї не буде коронації в Діснейленді.

## Історія
Франшиза була заснована в 2000 році й на початку до неї належали 12 принцес: Білосніжка, Попелюшка, Аліса, Дінь-Дінь, Аврора, Аріель, Бель, Жасмін, Покахонтас, Есмеральда, Мулан, Джейн. Джейн була вилучена майже одразу після запуска франшизи, Дінь-Дінь була введена в іншу франшизу (Дісней Фей), Алісу та Есмеральду просто тихо видалили, оскільки вони не підходять «Міфології» Діснеївських принцес. В якийсь момент очікувалось, що Мег, Жизель, Софія, Анна з Ельзою приєднаються до складу, але цього не сталося.

## Офіційний канон принцес
Список наведено згідно офіційного сайту Дісней.
- Білосніжка (англ. Snow White) — донька короля і пасербиця злої королеви, приспана отруйним яблуком. Зруйнувати злі чари і повернути принцесу до життя зміг поцілунок закоханого принца[3].
- Попелюшка  (англ. Cinderella) — проста працьовита дівчина, яка, одружившись із принцом, стала принцесою[4].
- Аврора (англ. Aurora) — принцеса від народження, дочка короля і королеви. Розбуджена поцілунком принца Філіпа після накладеного на неї сонного закляття, згодом одружилася з ним[5].
- Арієль (англ. Ariel) — молодша з семи дочок морського царя Тритона. Одружилася з людським принцом Еріком[6].
- Белль (англ. Belle) — допитлива дочка простого винахідника, яка живе в селі. Розчаклувала принца, перетвореного на чудовисько. Стала принцесою, одружившись з ним[7].
- Жасмін (англ. Jasmine) — донька султана. Справжня східна красуня, яка пошлюбила простого жебрака[8].
- Покахонтас (англ. Pocahontas) — Дочка індіанського вождя. Її образ заснований на реальній історичній особистості[9].
- Мулан (англ. Mulan) — китайська національна героїня, яка майже самотужки врятувала Китай від завойовників-гунів. За фільмами не є реальною принцесою, народилася в простій сім'ї і в другій частині прийняла пропозицію Лі Шанга, офіцера з роду військових[10].
- Тіана (англ. Tiana) — афроамериканка, офіціантка з Нового Орлеану в штаті Луїзіана, стала принцесою, одружившись з принцом Мальдонії[11].
- Рапунцель (англ. Rapunzel) — Незвичайна принцеса, що має чарівне золотисте волосся довжиною 21 метр. Уклала договір з головним злодієм королівства, щоб звільнитися з вежі, в яку її запроторила зла відьма[12].
- Меріда (англ. Merida) — дочка Шотландського короля Фергуса, нагодувала матір зачарованим тістечком, щоб змінити свою долю, але в ході мультфільму виправити становище[13].
- Ваяна (англ. Moana) — нова принцеса, яка з'явилась в кінці 2016. Донька полінезійського вождя, яка вирушає в подорож океаном у пошуках героя Мауї, здатного повернути процвітання її острову[14].
- Рая (англ. Raya)[15].

### Колишні принцеси
- Дінь-Дінь[16]
- Есмеральда[17]

## Пародії на діснеївських принцес
Однією з найяскравіших пародій на таких діснеївських принцес, як Білосніжка, Попелюшка, Аріель і Белль, є принцеса Клара (англ. Princess Clara) з мультсеріалу «Мультреаліті».

## Критика
24 грудня 2006 в New York Times, було опубліковано статтю Пеггі Оренстайн «Що сталося з Попелюшкою?», в якій вона відзначала свої побоювання з приводу наслідків впливу принцес на дівчаток. Тамара Вестон з Time критикувала франшизу, посилаючись на принцес, як на «дівиць у біді» і поганий приклад для наслідування маленькими дівчатками.
Інші джерела також висловили стурбованість тим, що франшиза може дати дівчатам невірний сигнал. При цьому деякі батьки вважають, що дівчатка врешті виростають з цієї фази.